# Blang Manggeng
Blang Manggeng is een bestuurslaag in het regentschap Aceh Barat Daya van de provincie Atjeh, Indonesië. Blang Manggeng telt 564 inwoners (volkstelling 2010).